# Галф-Стрим (Флорида)
Галф-Стрим (англ. Gulf Stream) — муниципалитет, расположенный в округе Палм-Бич (штат Флорида, США) с населением в 777 человек по статистическим данным переписи 2000 года.

## География
По данным Бюро переписи населения США муниципалитет Галф-Стрим имеет общую площадь в 2,07 квадратного километра, из которых 2,07 кв. километра занимает земля и 0,26 кв. километра — вода. Площадь водных ресурсов округа составляет 12,56 % от всей его площади.
Муниципалитет Галф-Стрим расположен на высоте 2 м над уровнем моря.

## Демография
По данным переписи населения 2000 года в Галф-Стрим проживало 777 человек, 222 семьи, насчитывалось 340 домашних хозяйств и 625 жилых домов. Средняя плотность населения составляла около 375,36 человека на один квадратный километр. Расовый состав населённого пункта распределился следующим образом: 95,39 % белых, 0,98 % — чёрных или афроамериканцев, 0,14 % — коренных американцев, 1,40 % — азиатов, 0,98 % — представителей смешанных рас, 1,12 % — других народностей. Испаноговорящие составили 2,93 % от всех жителей.
Из 340 домашних хозяйств в 16,2 % воспитывали детей в возрасте до 18 лет, 60,6 % представляли собой совместно проживающие супружеские пары, в 1,8 % семей женщины проживали без мужей, 34,7 % не имели семей. 28,8 % от общего числа семей на момент переписи жили самостоятельно, при этом 18,2 % составили одинокие пожилые люди в возрасте 65 лет и старше. Средний размер домашнего хозяйства составил 2,11 человека, а средний размер семьи — 2,55 человека.
Население муниципалитета по возрастному диапазону по данным переписи 2000 года распределилось следующим образом: 14,9 % — жители младше 18 лет, 1,7 % — между 18 и 24 годами, 15,6 % — от 25 до 44 лет, 29,7 % — от 45 до 64 лет и 38,0 % — в возрасте 65 лет и старше. Средний возраст жителей составил 56 лет. На каждые 100 женщин в Галф-Стрим приходилось 93,5 мужчины, при этом на каждые сто женщин 18 лет и старше приходилось 89,1 мужчины также старше 18 лет.
Средний доход на одно домашнее хозяйство составил 146 985 долларов США, а средний доход на одну семью — 186 777 долларов. При этом мужчины имели средний доход в 78 045 долларов США в год против 40 625 долларов среднегодового дохода у женщин. Доход на душу населения составил 146 985 долларов в год. 2,5 % от всего числа семей в населённом пункте и 2,5 % от всей численности населения находилось на момент переписи населения за чертой бедности, при этом 1,7 % жителей были в возрасте 65 лет и старше.